# Dirty Slippers
A Dirty Slippers pop-rock zenekar Gyulán alakult 2005-ben. 2009-ben tűntek fel az „Élned kell” című dalukkal. Egyes számaikhoz videoklipek is készültek („Te vagy a Fény”, a „Hang vagy Jel”). 2011-ben létrehozták a Suliturné programot, mely Európa egyetlen méhnyakrák-, drog- és alkoholellenes prevenciós koncert és előadása[forrás?]. Több mint 200 intézménybe jutott már el a programsorozat[forrás?]. 2012-ben megjelent a Közel hozzád című nagylemez, melyet az Egyesült Államokban, Madonna és az Oasis producerével, George Shilling közreműködésével készítettek el. A zenekar három Európa-turnén vett részt, előbb a The Coronas-szal, majd a román Rezident EX-szel, legutóbb pedig a The Last Vegas zenekarral. Erről a turnéról a hazai sajtó több helyen is úgy írt, „a Dirty Slippers a világsiker küszöbén”[forrás?].

## Diszkográfia
- Dirty Slippers (2008)
- Közel hozzád (2012)
- Múzsa (2015)
- Kitűzöm a zászlót (2018)[1]